# Leptaxis caldeirarum
Leptaxis caldeirarum (Morelet & Drouet, 1857) é uma espécie de gastrópode da família Helicidae, endémica nos Açores.